# Amor i Psyche (obraz Antoona van Dycka)
Amor i Psyche (niderl. Amor wekt Psyche uit haar doodsslaap) – obraz flamandzkiego malarza późnego baroku Antoona van Dycka, znajdujący się w królewskiej kolekcji w Pałacu Kensington w Londynie (nr inw. RCIN 405571).
Obraz został namalowany na zlecenie króla Anglii Karola I.

## Geneza
Opowieść o miłości Kupidyna do Psyche można znaleźć m.in. w Metamorfozach Apulejusza z Madaury. Historia opowiada o Psyche, która podczas poszukiwania ukochanego Kupidyna trafiła do bogini Wenus, u której wykonywała coraz to trudniejsze zadania. Ostatnią próbą było przyniesienie w szkatułce nieco urody bogini świata podziemnego Prozerpiny. Psyche ponownie wykonała zadanie, lecz ciekawość wzbudzała pokusę nie do odparcia. Chcąc uszczknąć nieco urody dla swojego kochanka kobieta otworzyła wieko: 

A w tej skrzynce piękności żadnej nie było ani nic innego, ino sen śmiertelny i prawdziwie stygijski, który, ledwo uniosła nakrywki, opadł na nią i mgłą ciężkiego bezwładu rozlał się po całym ciele, i wziął w posiadanie tak, że na tym miejscu od razu na tę ścieżkę osunęła się śpiąca (...) Tymczasem Kupido odzyskał już siły, bo mu się rana całkiem zagoiła, a dłużej już rozłąki ze swoją Psyche znieść nie mogąc, wyfrunął z izdebki, gdzie go więziono (..) więc do Psyche swojej migiem się dostał. Sen z niej troskliwie obrał i znowu go do dawnego schowka w puszce wtłoczył, po czym leciutko ją dotknął ostrzem swej strzały i obudził (Apulejusz, Metamorfozy 6,20)

Historia Amora i Psyche była postrzegana jako alegoria duszy i pożądania cielesnego. Pod koniec narracji Apulejusza bóg Jowisz nagradza Psyche życiem wiecznym.

## Opis obrazu
Van Dyck wybrał moment, gdy na ratunek Psyche przybywa jej kochanek Amor. Dziewczyna jest jeszcze pogrążona w śnie. Spoczywa na błękitnej tkaninie pod dwoma konarami drzew. Jeden konar jest bogato pokryty zielonymi liśćmi, drugi ma suche i jałowe gałęzie. Drzewa mają nawiązywać do życia i śmierci i wskazywać na Psyche, która uśpiona pozornie tylko pozbawiona jest życia. Prawa dłoń spoczywa jeszcze na otwartej złotej szkatułce. Amor ukazany został w ruchu; właśnie zleciał z nieba do swej ukochanej, jego czerwona szata powiewa na wietrze, lewa dłoń trzyma jeszcze łuk, ale kołczan zostaje już porzucony na ziemię. Prawą rękę ma wysuniętą w stronę Psyche i za chwilę obudzi ją swoim dotknięciem.